# 高橋脩
高橋脩，日本男性漫畫家。2001年，以短篇「魔法少女小忍」入圍第11屆Ace新人漫畫鼓勵獎（角川書店／KADOKAWA）。代表作品是從2005年至2016年在《月刊少年Ace》的首部連載漫畫《新世紀福音戰士 碇真嗣育成計畫》。

## 作品列表
全由角川書店／KADOKAWA發行。

### 連載
- 新世紀福音戰士 碇真嗣育成計畫（《月刊少年Ace》2005年－2016年、《Ace Assault》2007年－2008年發表、《新世紀福音戰士特別總集篇》特別刊載、《CHARADICE》2009年6月號刊載，原作：GAINAX、Khara，全18冊）
- ISUCA依絲卡[1]（《Young Ace》2009年－2017年，全9冊）
- 色慾禁咒Lust Geass（《Young Ace》2018年－連載完結共49話，第7冊單行本加添2篇IF線(真琴，秋乃篇)，單行本共7冊／截至2023年12月）台灣角川

### 短篇
※包含短期連載作品。
- 魔法少女小忍（第11回Ace新人漫畫獎勵獎入圍作品，後刊登在《月刊Ace NEXT（日语：月刊エースネクスト）》）
- FLYING HEARTS（《月刊Ace NEXT》2001年12月號）
- mind-pass（分前／後篇，《月刊Ace NEXT》2002年2月號／3月號）
- mindpass（《月刊Ace NEXT》2002年5月號）
- 青青校樹（《Ace桃組（日语：エース桃組）》2003年7月增刊號－10月增刊號，原作：GROOVER（日语：GROOVER））
- 通信（《月刊少年Ace》2003年9月號）
- 真嗣君的巧克力補完計劃（《月刊少年Ace》2004年12月號，原作：GAINAX）
- 歡迎來到Pia Carrot!! 3（《月刊少年Ace》2005年1月號，原作：F&C FC02）
- CHILDREN PANIC（《月刊少年Ace》2005年2月號）
- CHILDREN PANIC 2（《月刊少年Ace》2005年4月號）
- 色慾禁咒Lust Geass（《Young Ace》2018年2月號）

### 同人選集
- 涼宮春日的極意（《涼宮春日的祝祭》，原作：谷川流）
- 「綾波零、自我改造計劃」（《新世紀福音戰士 Eva&Eva2》同人選集，原作：GAINAX）

## 相關人物
- Esuno Sakae－與高橋脩都是第11屆Ace新人漫畫鼓勵獎得主，其名字後來出現在連載漫畫《碇真嗣育成計畫》後記製作人員表的特別感謝中表示。

## 外部連結
- 高橋脩的X（前Twitter） （日語）